# La rivoluzione sessuale
La rivoluzione sessuale è un film erotico italiano del 1968 diretto da Riccardo Ghione.

## Trama
Quattordici persone di età diverse, sette uomini e sette donne, si rinchiudono in un confortevole hotel sul mare per seguire l'esperimento sociale di un professore ispirato alle teorie del sessuologo austriaco Wilhelm Reich.